# Cihlářův rybník
Cihlářův rybník je mělký rybník o výměře vodní plochy 0,58 ha nalézající se u samoty Cihelna asi 0,7 km jihovýchodně od centra obce Kladruby nad Labem v okrese Pardubice.

## Galerie

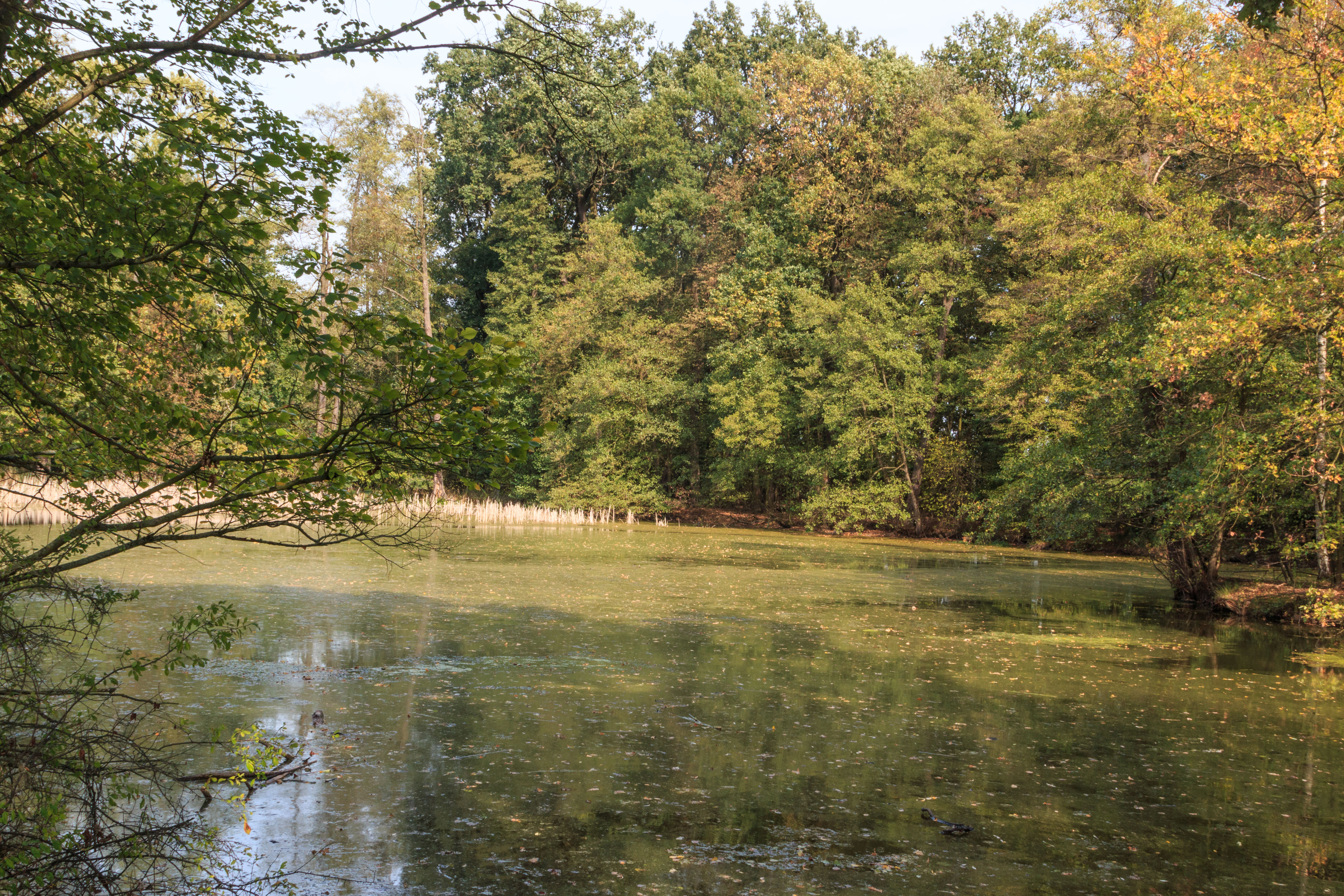
pohled na Cihlářův rybník
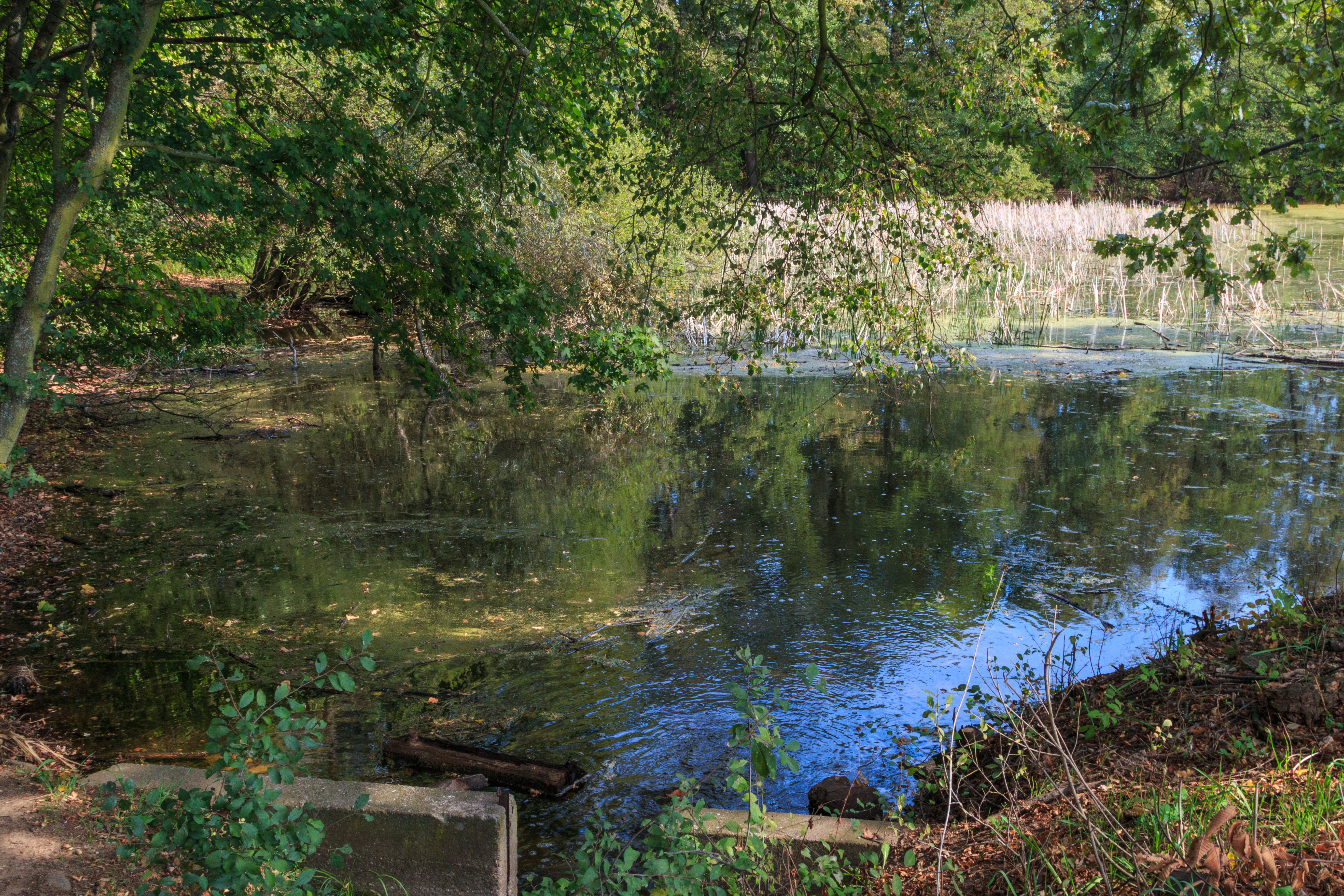
pohled na Cihlářův rybník
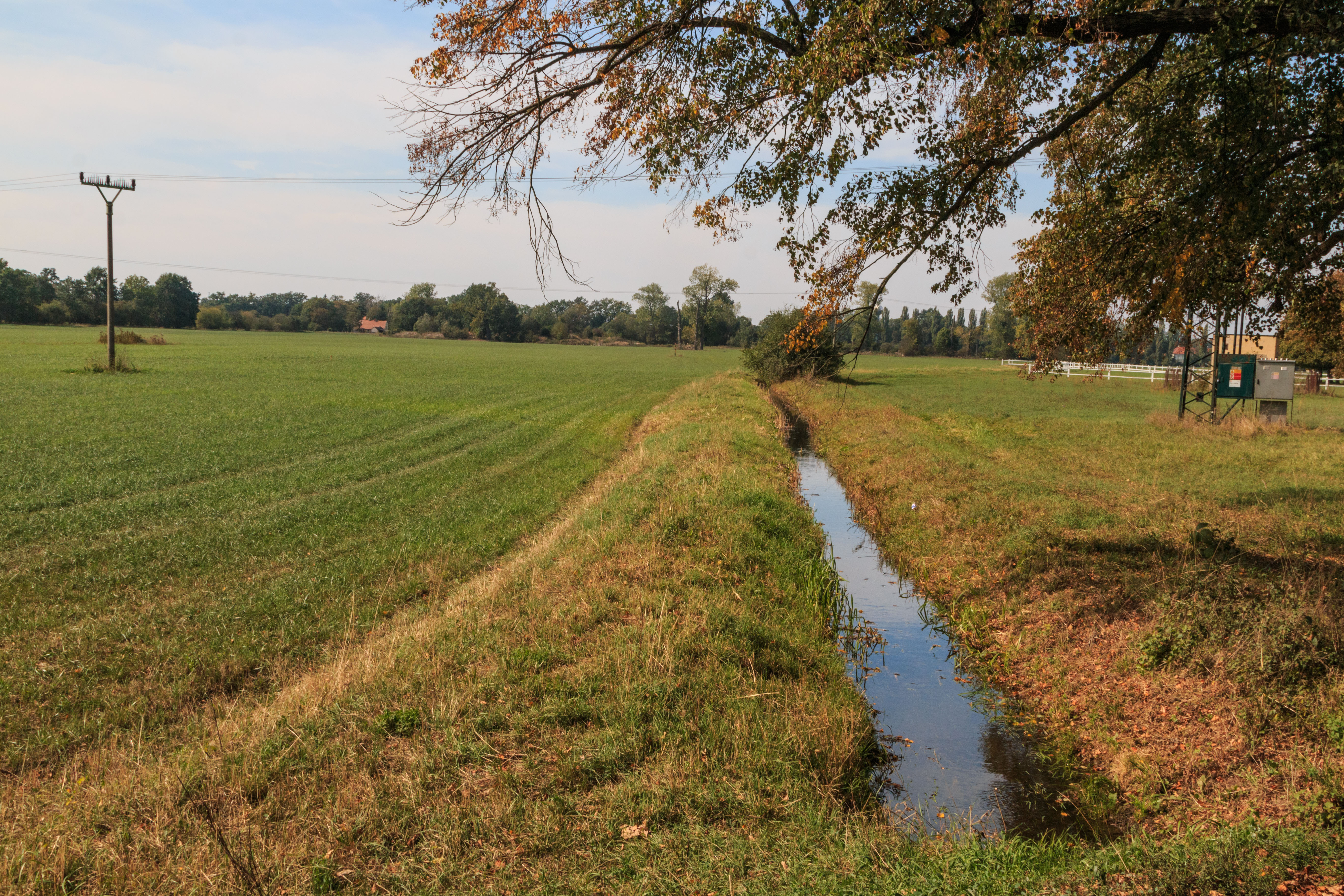
Cihlářův rybník – přítok
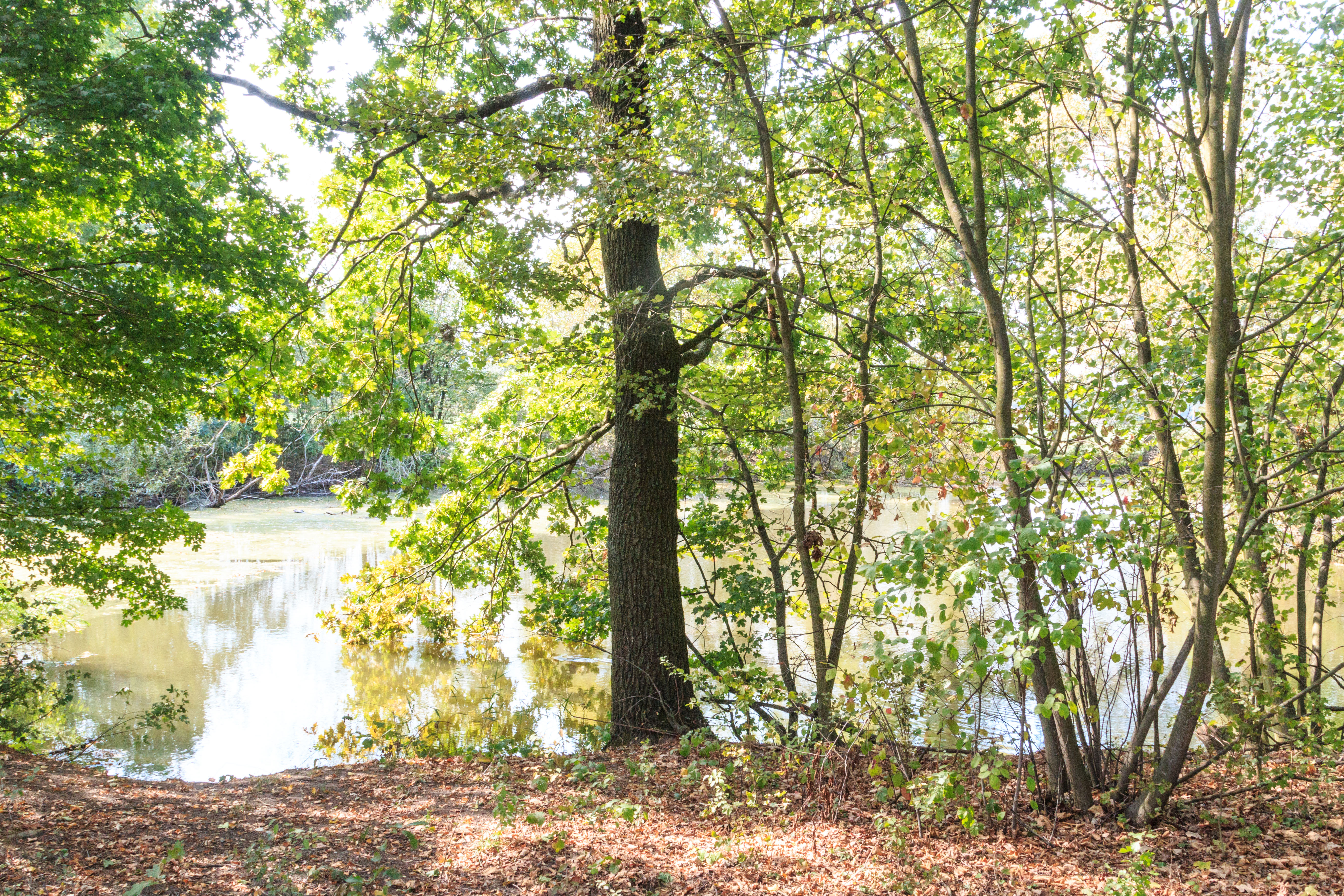
pohled na Cihlářův rybník